# Morozko

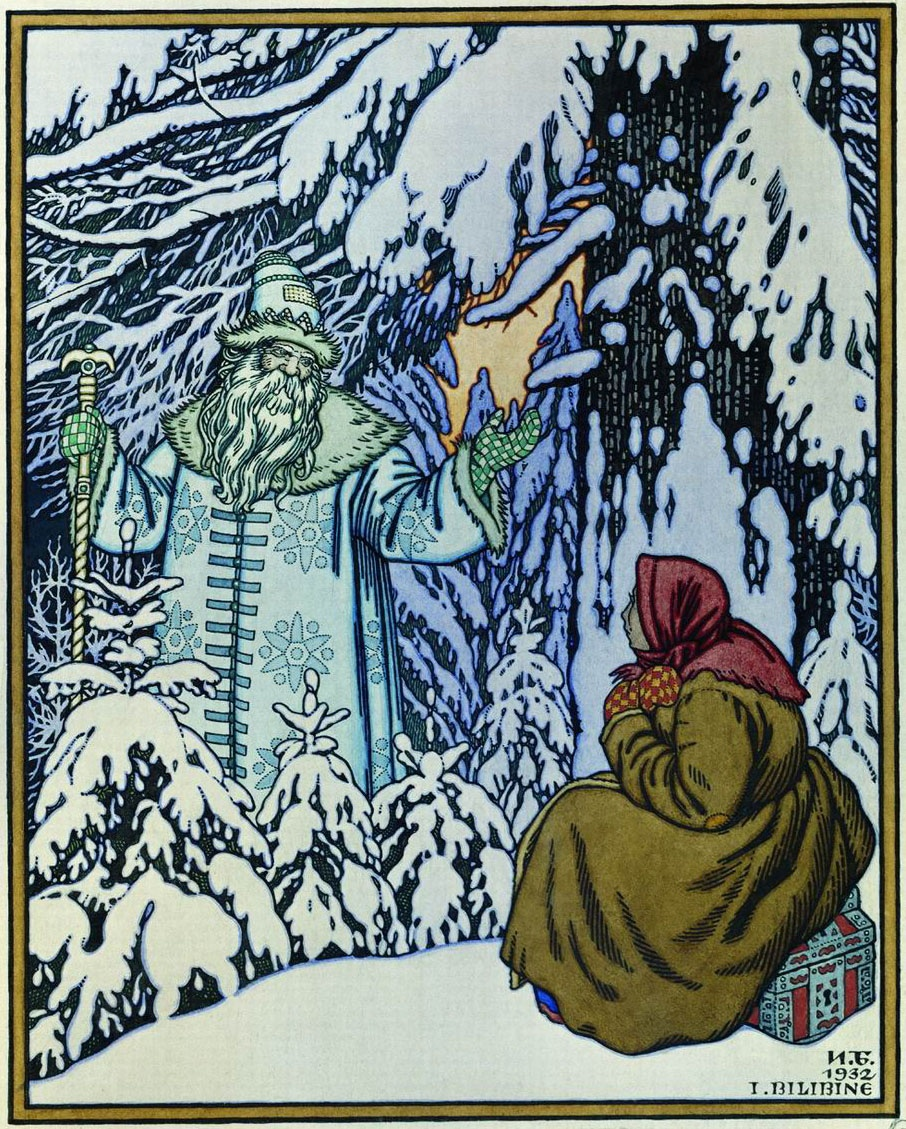
Illustration d'Ivan Bilibine pour le conte Morozko (1932)

Morozko (en russe : Морозко) est un conte merveilleux traditionnel russe. Il servit de base pour produire un film en 1964.

## Le conte original
Le conte est mentionné en 2 versions par Alexandre Afanassiev (références 95/52a et 96/52b dans les éditions russes, no 480 dans la classification Aarne-Thompson). Dans la traduction de Lise Gruel-Apert, il est intitulé Le Gel craquant et Le Gel au nez rouge (nos 65 et 66).
Dans la première variante (la plus aboutie), un couple de vieux a trois filles. La vieille n'aime pas l'aînée, Martha, qui est en réalité sa belle-fille, et elle lui rend la vie pénible. Comme le couple songe à marier ses filles, la vieille cherche à en profiter pour se débarrasser de l'aînée en la mariant au Gel, malgré ses pleurs, en le lui présentant comme un riche et beau parti. Le vieux est contraint d'abandonner sa fille au pied d'un grand pin. Arrive le Gel (Morozko) « sautant de sapin en sapin », qui lui demande à plusieurs reprises si elle a chaud. Bien que glacée, elle affirme que oui et lui répond tendrement. Le Gel s'attendrit, la couvre de fourrures somptueuses et la renvoie chez elle sur un traîneau avec de riches présents.
Stupéfaite, la vieille décide d'envoyer à leur tour ses deux filles se fiancer à Morozko pour qu'il les comble de cadeaux. Laissées au pied du pin, celles-ci maudissent le froid et leur promis qui ne vient pas. Arrive le Gel qui leur demande si elles ont chaud, mais elles l'envoient à tous les diables, et meurent pétrifiées de froid. Le lendemain, le vieux ramène à la vieille ses deux filles mortes. La vieille entre en rage, mais est contrainte de faire la paix avec sa belle-fille, qui épousera finalement un voisin.
Dans la seconde variante, la vieille n'a qu'une fille en plus de sa belle-fille. Elle envoie le vieux conduire sa belle-fille épouser le Gel. Celle-ci tremble et prie ; lorsque le Gel arrive, elle lui parle pieusement, et le Gel la couvre de cadeaux et la renvoie chez elle. Tandis que la vieille prépare les galettes pour le repas des morts, la petite chienne du foyer s'obstine à annoncer le retour de la belle-fille livrée au Gel, et la mort prochaine de la fille de la vieille. À l'arrivée de sa belle-fille richement parée, la vieille, stupéfaite, envoie sa propre fille à la rencontre du Gel ; mais celle-ci ne lui adresse pas de bonnes paroles, et, furieux, le Gel la tue. Tandis que le vieux est parti la rechercher, la chienne annonce à nouveau que la belle-fille va se marier, alors que la fille reviendra sous la forme d'un « sac d'os ». Lorsque la porte s'ouvre, la marâtre ne trouve à embrasser qu'un corps glacé.

## Commentaires et analogies
- Vladimir Propp, dans Morphologie du conte, note des similitudes entre ce conte et le conte de Grimm intitulé Dame Holle (Frau Holle) : dans les deux cas, la belle-fille, chassée de la maison, revient avec des présents; ces évènements entraînent l'envoi de la fille et son châtiment ; Dame Holle et Morozko seraient tous deux des personnifications de l'hiver, l'une féminine, l'autre masculine.
- Le thème de la marâtre qui cherche à se débarrasser de sa belle-fille en la faisant périr de froid se retrouve dans le conte de Grimm intitulé Die drei Männlein im Walde (Les Trois Petits Hommes de la forêt) : la jeune fille y est envoyée chercher des fraises, en plein hiver et vêtue d'une robe de papier ; puis elle doit rouir du fil dans une rivière gelée.
- Dans une version rapportée par Irina Karnaoukhova[3], chacune des deux jeunes filles à son tour s'adresse au Gel par une formule stéréotypée : Ne skrepi, ne trestsi, ia gola, bossa da bez poïassa (« Ne grince pas, ne craque pas, je suis nue, sans chaussures et sans ceinture ».

## Adaptations
- Nikolaï Nekrassov (1821-1878) a écrit un long poème intitulé « Le Gel au nez rouge » (Moroz, krasnyï noss)[4].
- Morozko est un film soviétique d'Alexandre Rou sorti en 1964 au Gorky Film Studio, directement inspiré par le conte.
  - Une version comportant une nouvelle piste-son (Jack Frost) est sortie aux États-Unis en 1966.
- La Trilogie d'une nuit d'hiver de Katherine Arden met en scène Morozko comme personnage essentiel de la trame des romans.